# Dicroísmo
Dicroísmo (do grego dichroos, bicolor) pode ter dois significados distintos em óptica. Um material dicróico pode absorver raios de luz com polarizações diferentes em quantidades diferentes ou pode dividir um feixe de luz em dois feixes de comprimentos de onda (cores) diferentes. Esta última propriedade é usada em filtros e espelhos para diversas aplicações.

## Lâmpada dicróica

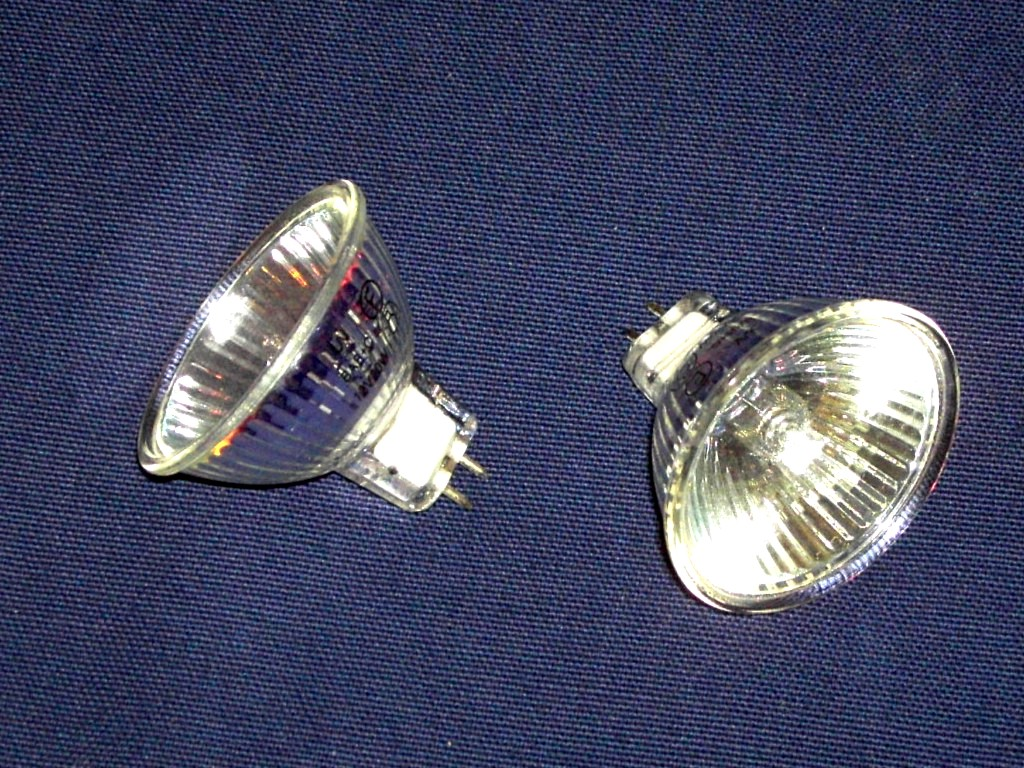
Lâmpadas dicróicas

Uma lâmpada dicróica é uma lâmpada halógena que possui um refletor usualmente feito de vidro coberto por um revestimento de material dicróico.
Esse revestimento dicróico, reflete toda a luz visível mas permite a passagem dos raios infravermelhos e ultravioleta. Isso significa que mais de 60% desses raios são irradiados para trás e para os lados da lâmpada, em vez de seguirem diretamente para frente junto aos raios de luz visível. 
Essa característica oferece proteção para objetos sensíveis à luz ou ao calor, como pinturas valiosas, desenhos ou tecidos. 
O refletor dicróico é composto por várias camadas delgadas de materiais com índice de refração alternadamente baixos e altos. Dessa forma, por meio do fenômeno da interferência, é possível permitir a reflexão de luz de certos comprimentos de onda enquanto outros comprimentos de onda podem ser transmitidos. 
Utilizando-se camadas alternadas de sulfeto de zinco e fluoreto de magnésio, consegue-se um espelho refletor de luz visível e com elevada transmitância ao infravermelho (calor). 